# Relations entre la Croatie et l'Espagne
Les relations entre la Croatie et l'Espagne sont les relations bilatérales de la Croatie et de l'Espagne, deux États membres de l'Union européenne.

## Histoire

### XVIesiècle
Durant la guerre de Gradisca, de 1516 à 1518, l'Empire espagnol soutint officiellement le royaume de Croatie contre Venise et l'Empire ottoman.

### XXesiècle

#### Guerre civile espagnole
Beaucoup de Croates participèrent à la guerre d'Espagne, principalement du côté des Républicains, dont Josip Broz Tito qui devint président de la République fédérative socialiste de Yougoslavie. Le public croate était très sensible à la guerre civile espagnole, laquelle était bien suivie par les médias et les politiciens croates. Les jeunes du Parti des droits envoyèrent un télégramme de soutien à Francisco Franco, un Nationaliste, tandis que la Ligue des communistes de Yougoslavie commença à envoyer des volontaires pour aider les Républicains.
Les médias politiques ou catholiques, tel que Hrvatska straža (droite) ou Proleter (gauche), donnaient des informations conformes à leurs idéologie. Ainsi, alors que Hrvatska straža écrivait à propos de persécutions journalières liées à la religion et des crimes commis par les Républicains, appelant à « un combat commun contre le danger rouge et les fantômes de l'athéisme », Proleter décrivait des crimes nationalistes et appelait à un « combat international contre la montée du fascisme » et dénonçait le rôle joué par l’Église. La presse de gauche mettait en avant l'importance du combat pour les droits nationaux des Catalans ou Basques, les comparants au statut des Croates dans le royaume de Yougoslavie, tandis que la presse de droite (Ustaše), tout en combattant l'unitarisme serbe au sein du royaume de Yougoslavie, ne prêta pas attention aux Catalans et aux Basques.

#### Après-guerre
Après la Seconde Guerre mondiale et la disparition de l’État fantoche, l'État indépendant de Croatie, l'Espagne franquiste accueillit certains de ceux qui avait fui les territoires libérés, dont le dictateur Ante Pavelić et sa famille.

### XXIesiècle

#### Adhésion de la Croatie à l'Union européenne (2003-2013)
La candidature croate à l'adhésion à l'Union européenne est déposée par le gouvernement Ivica Račan en février 2003. L'Espagne a alors apporté son soutien au processus de développement de l'administration et de la justice en Croatie. Cela s'est notamment traduit par l'ouverture des négociations d'adhésion lors de la présidence espagnole du Conseil de l'Union européenne en 2005.

#### Depuis l'adhésion
Le 1er juillet 2015, les gouvernements croate et espagnol adoptèrent réciproquement une décision visant à éliminer les restrictions à la circulation de la main-d'œuvre et à permettre le libre accès au marché du travail.

## Coopérations thématiques

### Économie
En 2016, le montant des exportations espagnoles vers la Croatie s'élevait à 379,9 millions d'euros, tandis que les exportations croates vers l'Espagne s'élevait à 84,41 millions d'euros.

## Compléments

## Crédit d'auteurs
- (es) Cet article est partiellement ou en totalité issu de l’article de Wikipédia en espagnol intitulé « Relaciones entre Croacia y España » (voir la liste des auteurs).

- (en) Cet article est partiellement ou en totalité issu de l’article de Wikipédia en anglais intitulé « Croatia–Spain relations » (voir la liste des auteurs).